# Wayne Middaugh
Wayne Middaugh (Brampton, 20 de septiembre de 1967) es un deportista canadiense que compitió en curling.
Ganó tres medallas de oro en el Campeonato Mundial de Curling entre los años 1993 y 2012.

## Palmarés internacional
| Campeonato Mundial | Campeonato Mundial | Campeonato Mundial | Campeonato Mundial |
| Año                | Lugar              | Medalla            | Prueba             |
| ------------------ | ------------------ | ------------------ | ------------------ |
| 1993               | Ginebra (Suiza)    | Medalla de oro     | Equipo             |
| 1998               | Kamloops (Canadá)  | Medalla de oro     | Equipo             |
| 2012               | Basilea (Suiza)    | Medalla de oro     | Equipo             |